# The George Inn

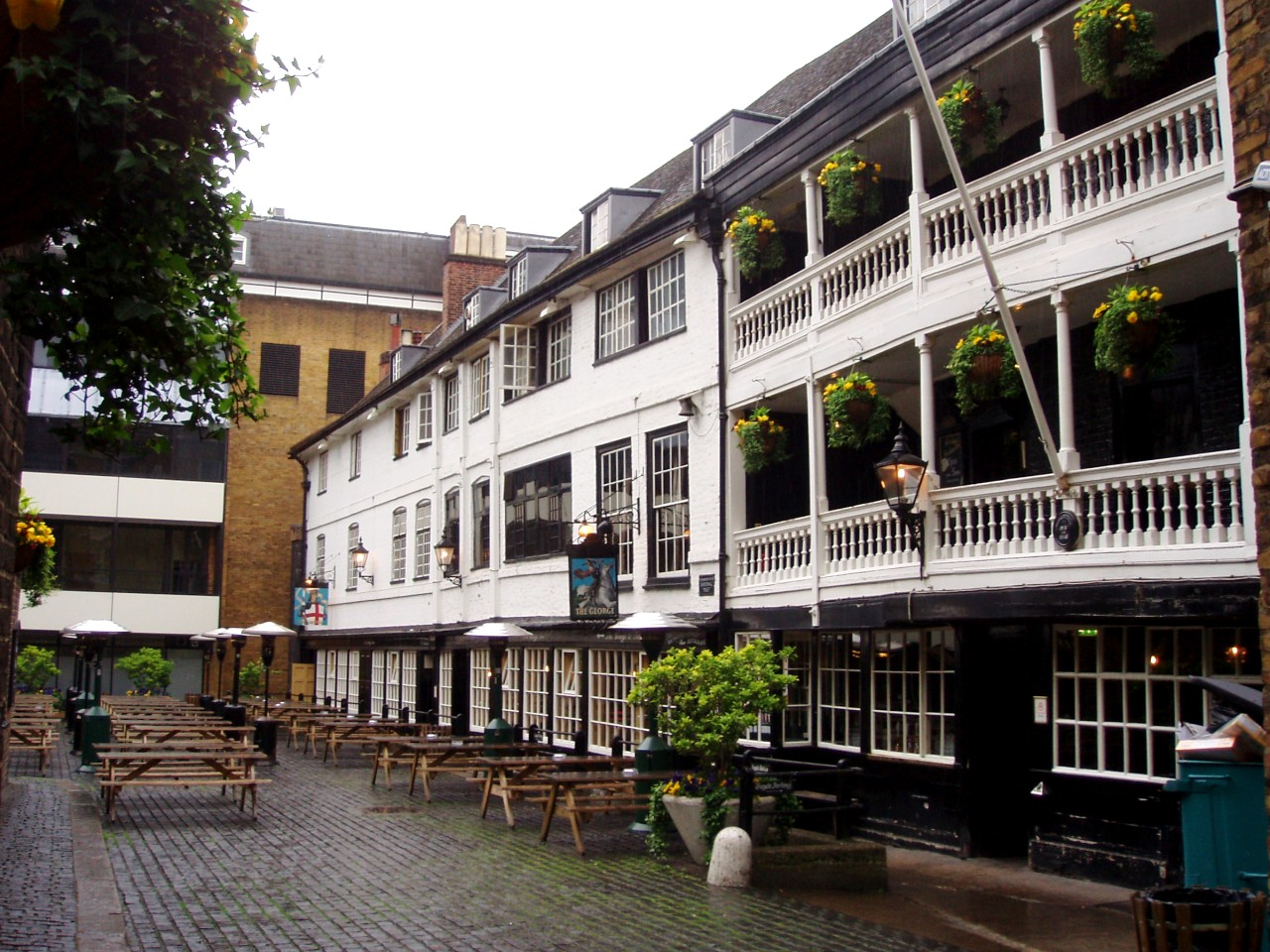
The George Inn

The George oder das George Inn  ist ein sogenanntes Public house in London, welches im ausgehenden Mittelalter an der Borough High Street in Southwark errichtet wurde und sich heute im Besitz des staatlichen National Trust befindet. Es steht etwa 250 m südlich der Themse auf Höhe der London Bridge. Es ist der einzige erhaltene Ausspanngasthof Englands mit hölzernen Säulengalerien.

## Geschichte
Eine frühe Karte von Southwark um das Jahr 1543 verzeichnet das Haus eindeutig als „George“.  Seinerzeit hieß es noch George and Dragon, benannt nach der Sage von dem Kampf des heiligen Georg mit einem Drachen.
Seinerzeit gab es viele solcher Inns in diesem Teil Londons. Vermutlich war The Tabard das bekannteste, wo Geoffrey Chaucer 1388 seine Canterbury Tales aufzuschreiben begann. Nach einem desaströsen Feuer, welches 1677 große Teile Southwarks und auch das George zerstört hatte, wurde das Gasthaus wieder aufgebaut. (Auch das Tabard war von dem Feuer betroffen, wurde ebenfalls neu aufgebaut, jedoch im späten 19. Jahrhundert vollständig abgerissen.)
In Ermangelung fester Theaterhäuser fanden die ersten Theateraufführungen des Elisabethanischen Theaters in Inns oder ihren Innenhöfen statt (siehe Inn-Yard Theatre).  
In den späteren Jahren nutzte die Eisenbahngesellschaft Great Northern Railway das George als Depot und riss hierfür zwei Frontbereiche ein. Aus diesem Grund ist heute nur die Südfassade vollständig erhalten.
Der englische Schriftsteller Charles Dickens war hier zu Gast und erwähnte dies auch in seinem gesellschaftskritischen Fortsetzungsroman Little Dorrit.

## Beschreibung
Das Gebäude ist, wie es seinerzeit üblich war, zu einem Teil in Fachwerkbauweise ausgeführt.
Das Erdgeschoss ist in mehrere miteinander verbundene Schankräume unterteilt. Die „Parliament Bar“ wurde als Warteraum für Kutschenreisende genutzt. Die mittlere Bar war der Kaffeeausschank (heute würde man Café dazu sagen), welcher auch gerne von Charles Dickens aufgesucht wurde. Die Schlafstätten, heute ausgebaut als Restaurant, befanden sich im oberen, säulengesäumten Stockwerk.
Das George Inn gehört zu den einzig verbliebenen Ausspann-Gasthäusern in London und ist das einzig erhaltene Gasthaus mit Säulenbauweise.      
In der nördlichen Nachbarschaft befand sich seinerzeit das White Hart (abgerissen im 19. Jhd.); und das The Tabard lag nur wenige Meter in südlicher Richtung in der heutigen Straße Talbot Yard. In der Statutory List of Buildings of Special Architectural or Historic Interest wird das George als ein Gebäude der Kategorie Grade I eingestuft. Auch die Traditionsbewahrer der CAMRA führen das Haus in ihrer Liste des „National Inventory of Historic Pub Interior“.

## Galerie

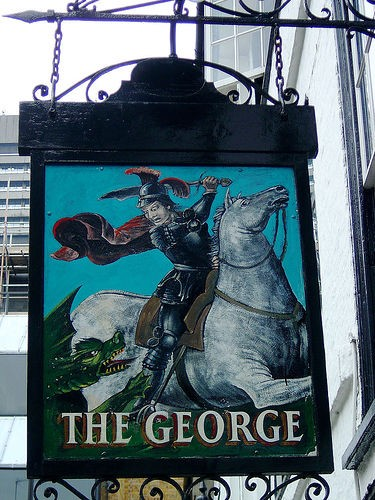
Der hl. Georg bezwingt den Drachen
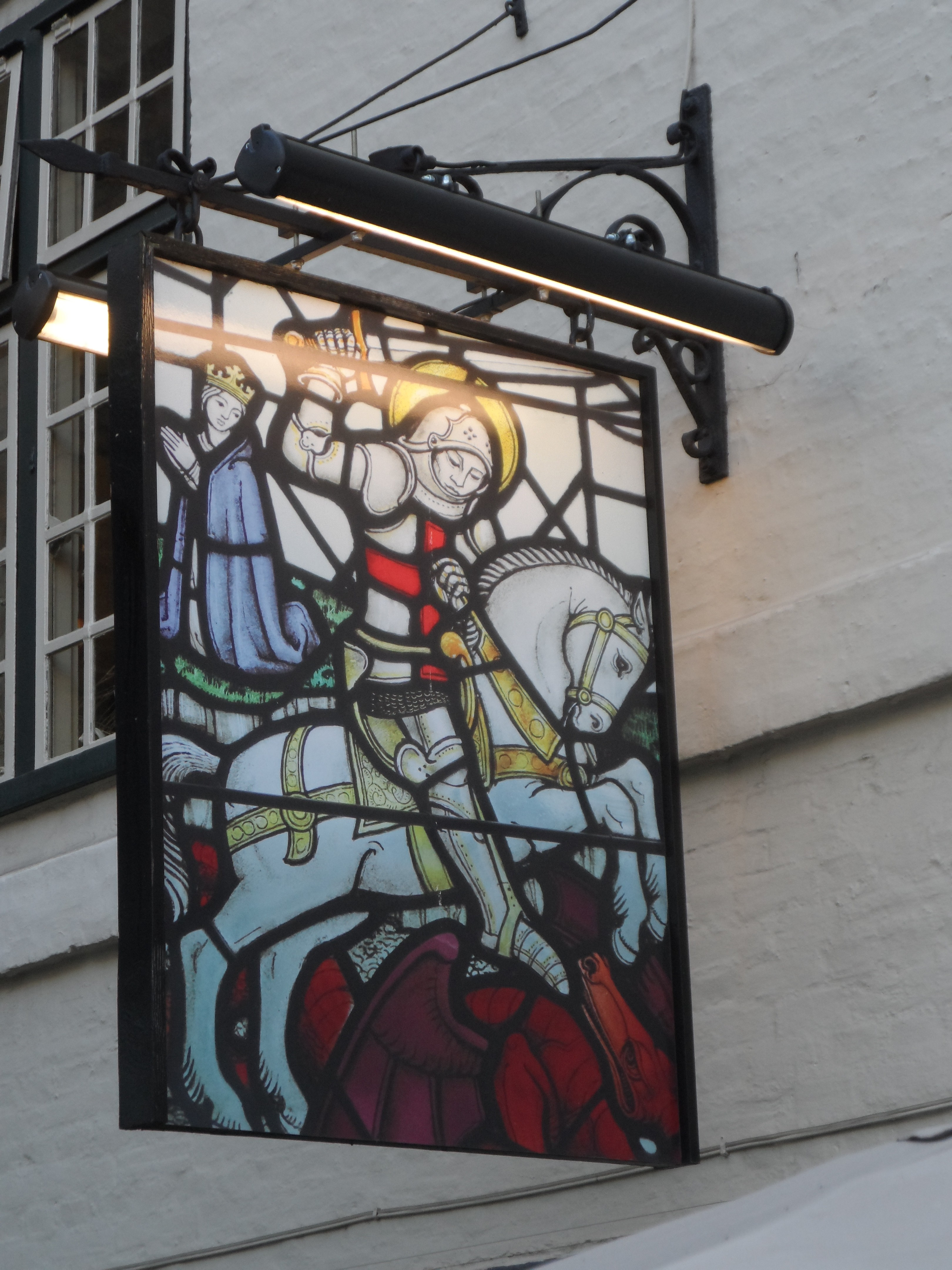
Der hl. Georg bezwingt den Drachen
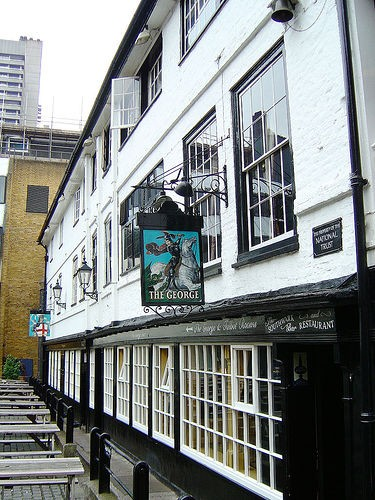
Südseite
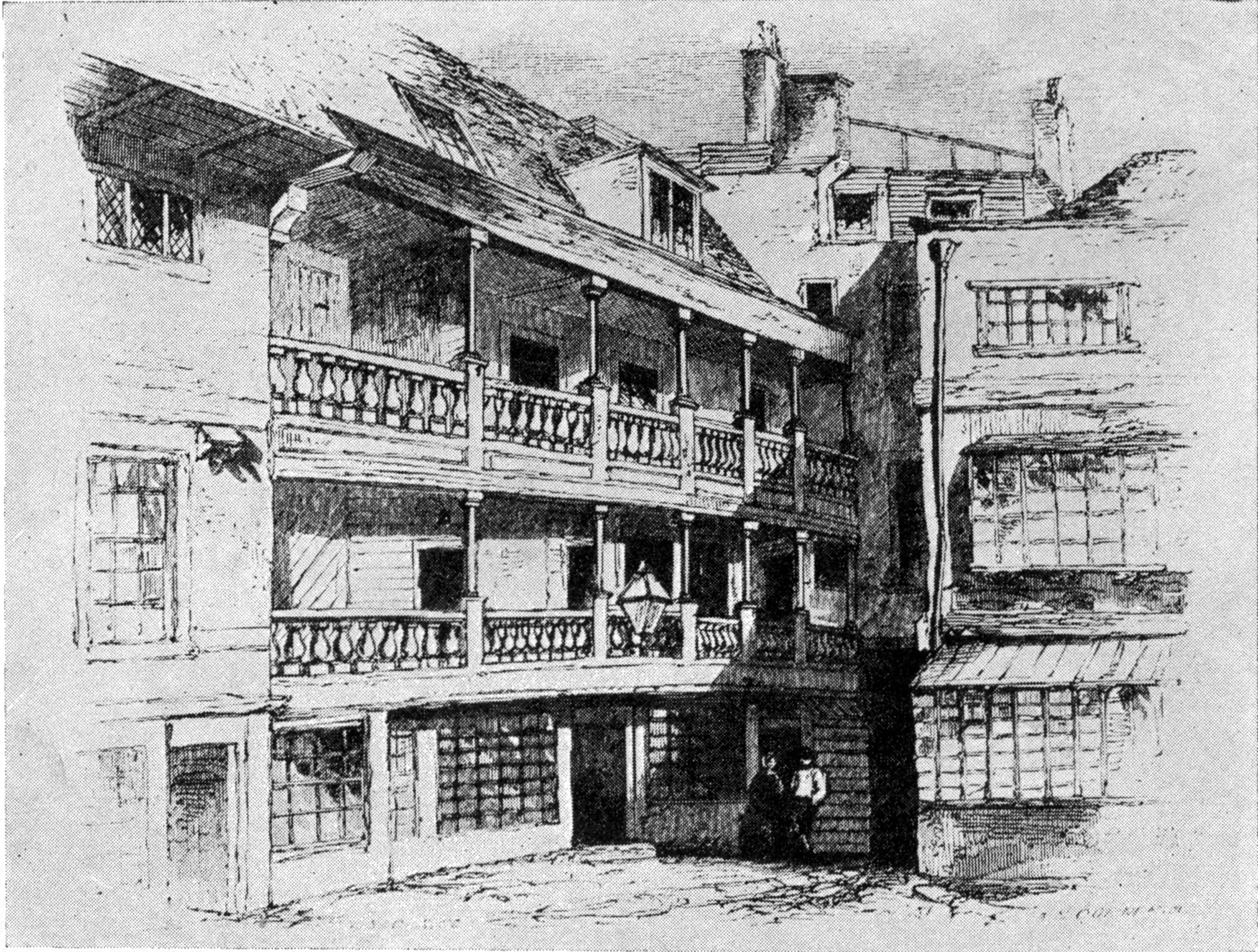
Das Inn 1858
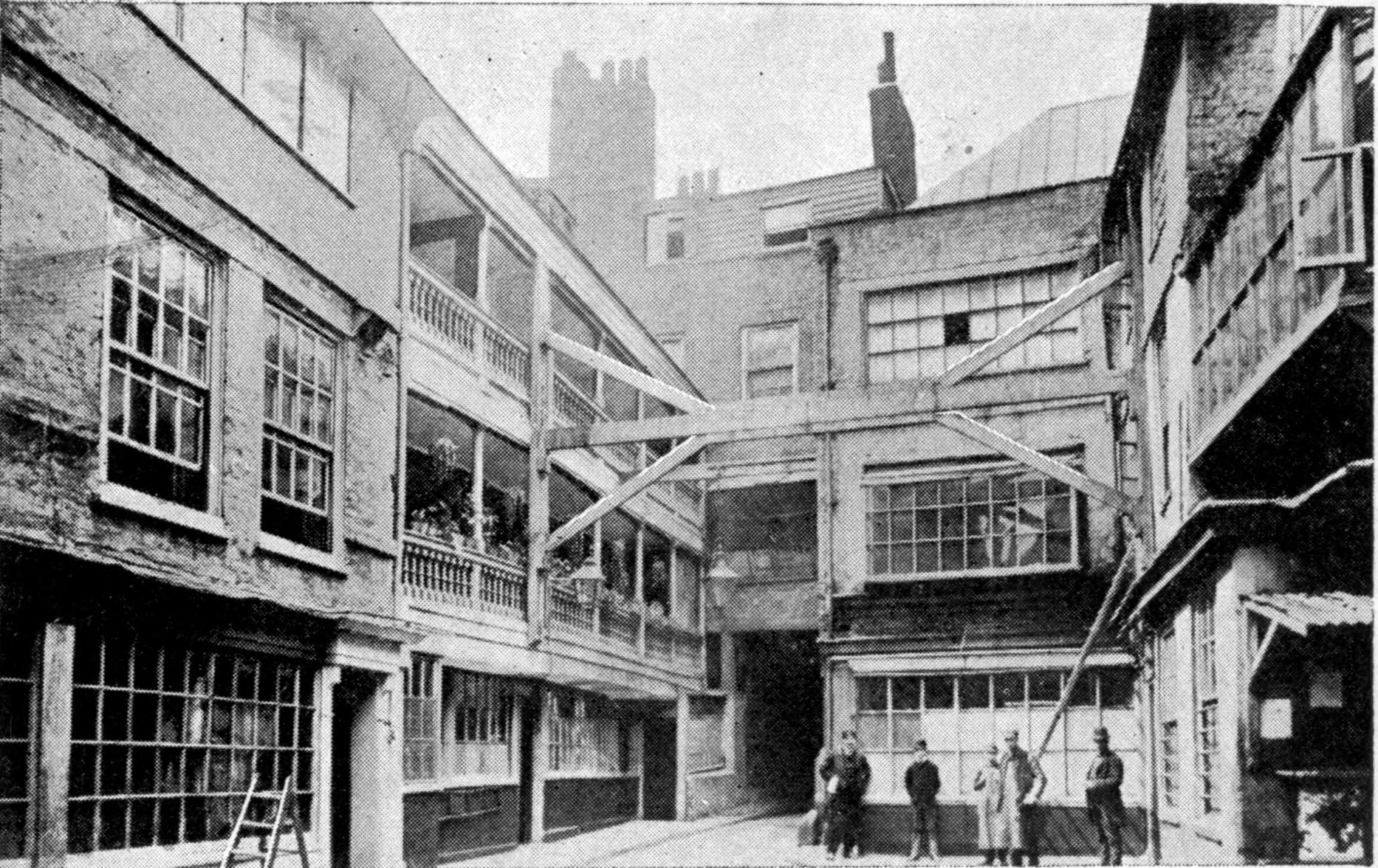
Das Inn 1889
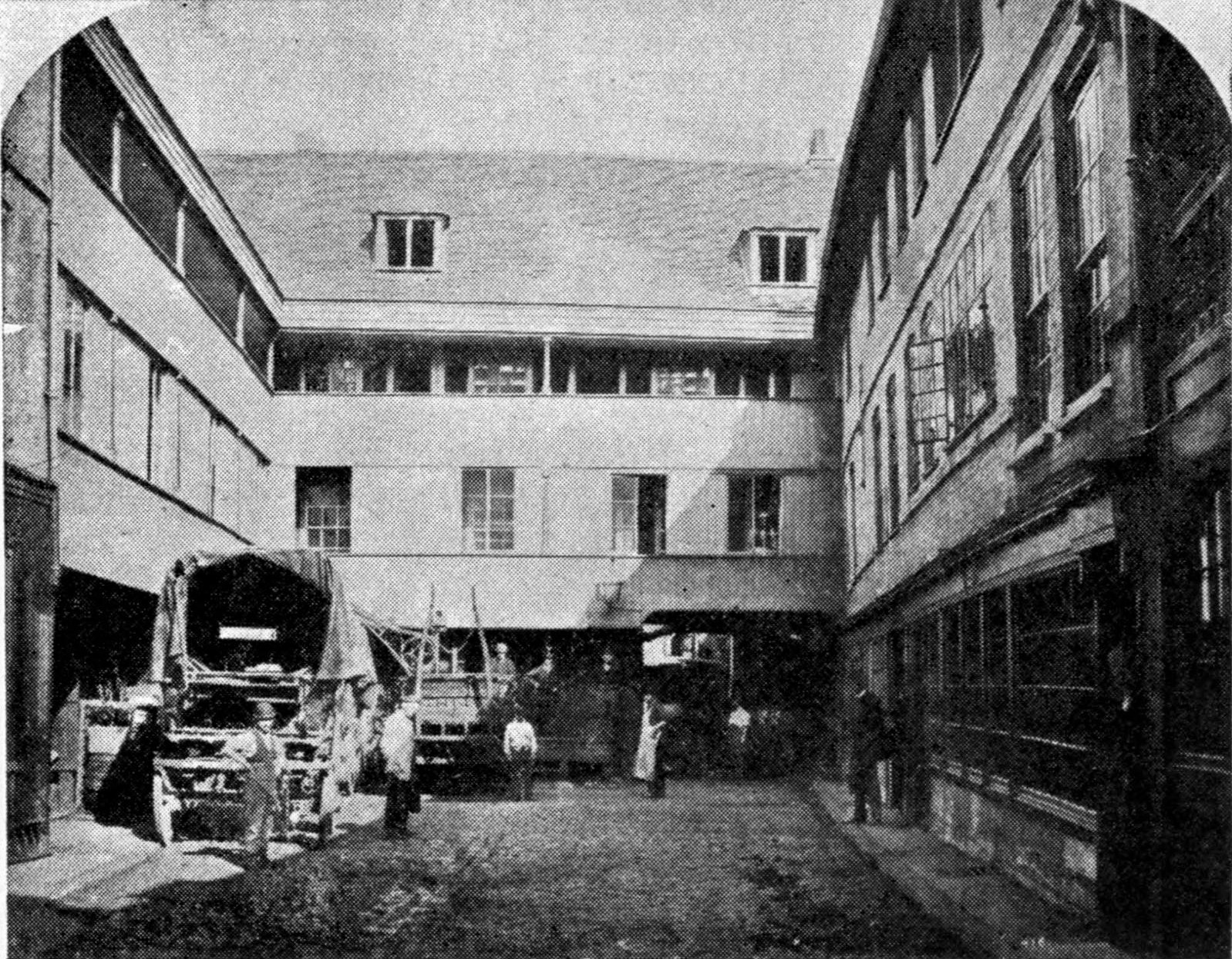
Rückseite, 1889
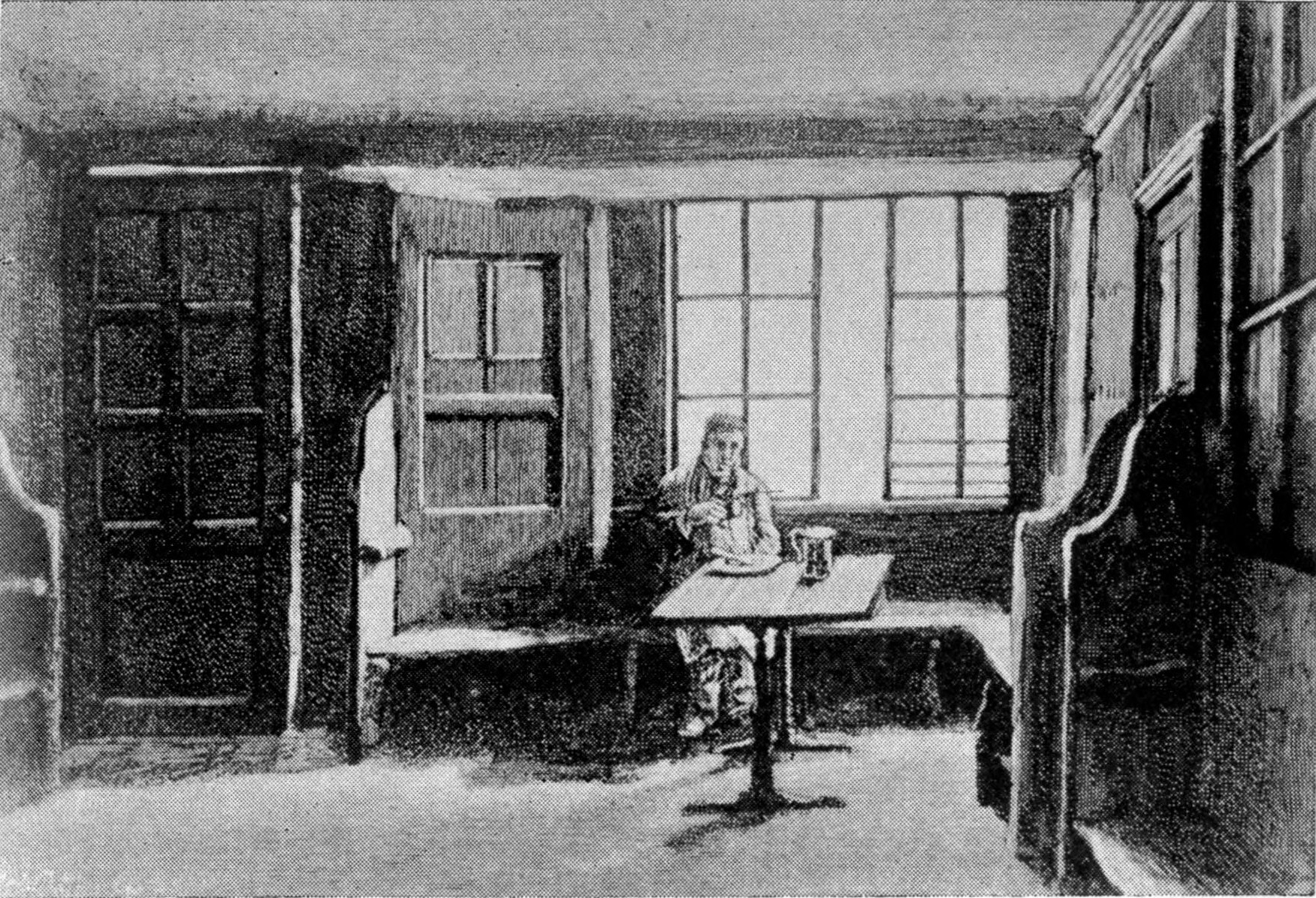
Gastraum um die Jahrhundertwende
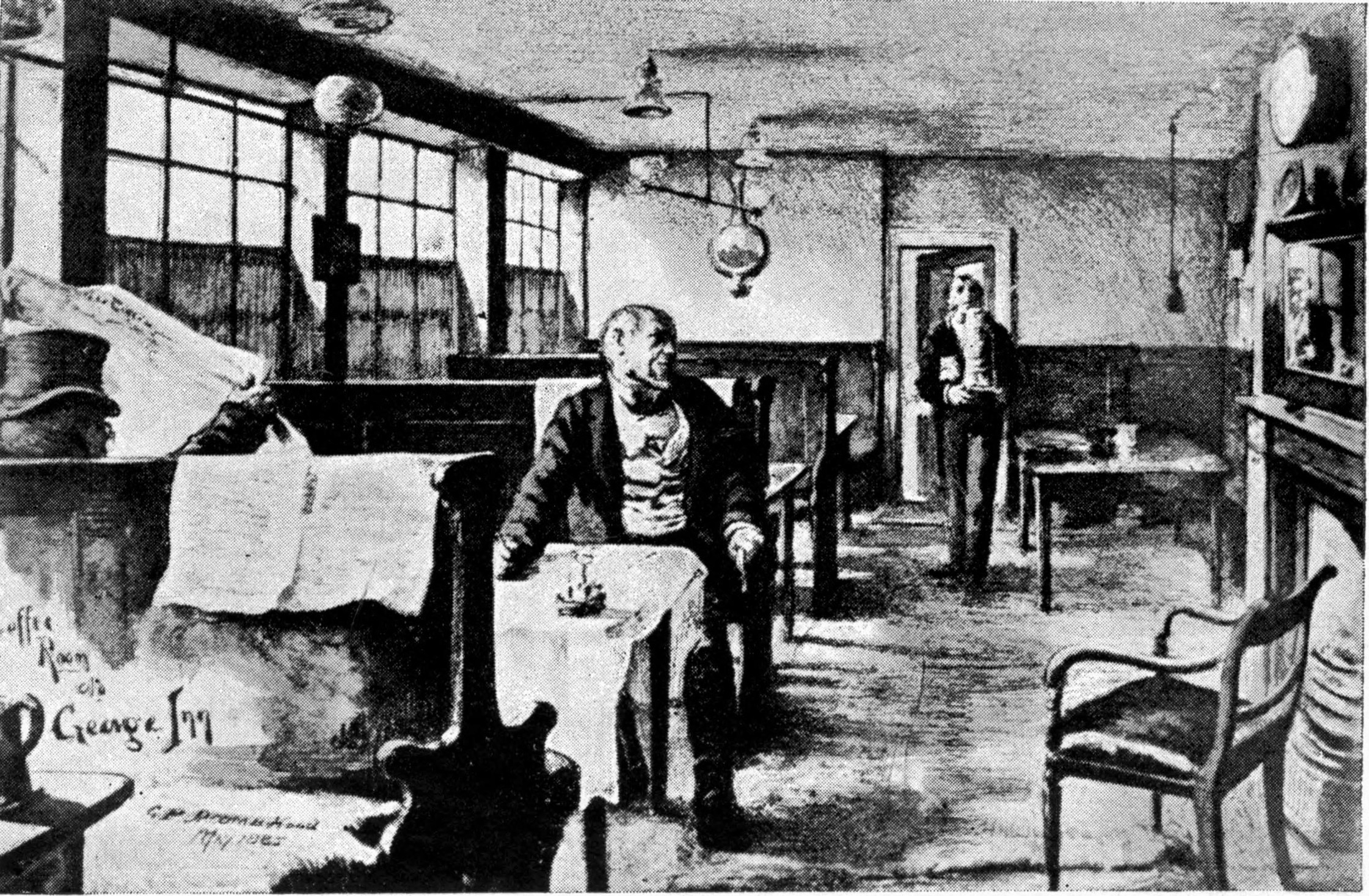
Coffee Room
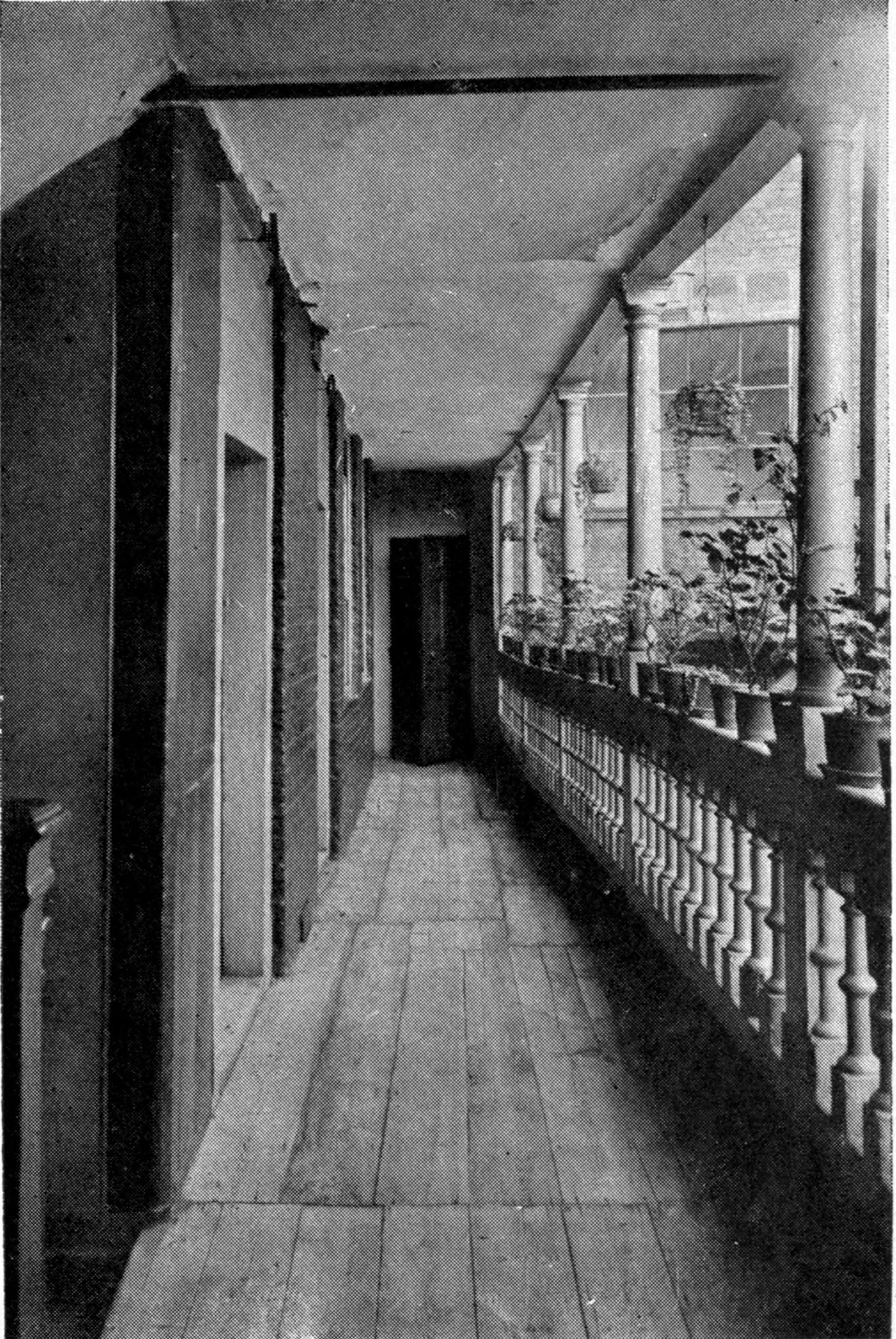
Säulengalerie im Obergeschoss
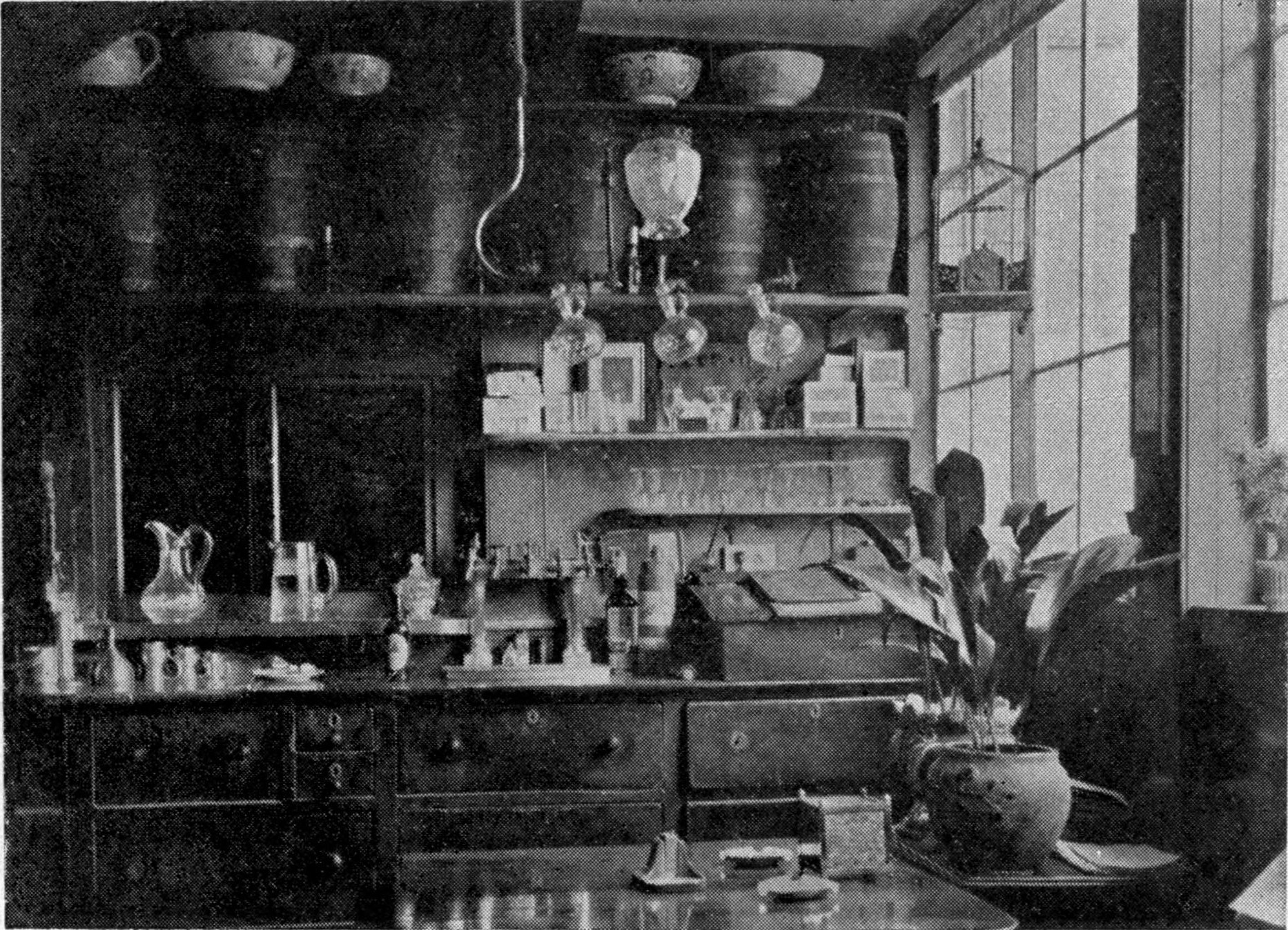
Thekenbereich (ca. 1880er Jahre)
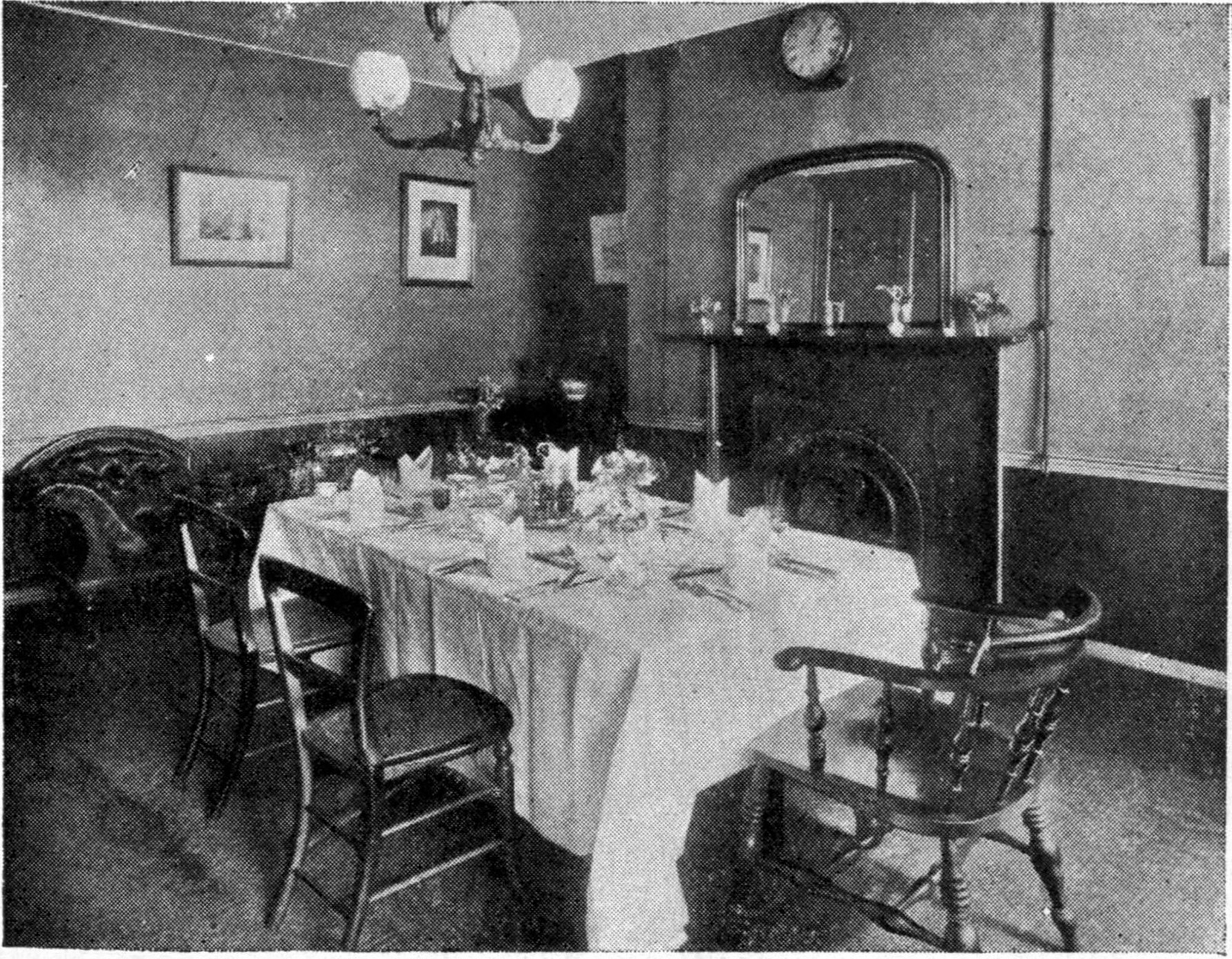
Speisesaal